# Karl Wallinius
Karl Erik Edvin Wallinius, född 14 januari 1999 i Södra Sandby, är en svensk handbollsspelare för Ribe-Esbjerg HH och det svenska landslaget. Han är högerhänt och spelar som vänsternia.

## Klubbkarriär
Karl Wallinius har Lugi som moderklubb och representerade klubben till 2021. Han fick sitt genombrott i klubben 2019-2020 då han gjorde 131 mål i handbollsligan och fick 68,91 i MEP poäng. 2021 skrev Wallinius på ett fyraårigt kontrakt med Montpellier HB. Efter endast en säsong i Montpellier värvades han av THW Kiel på ett femårigt kontrakt. I november 2024 lämnade han Kiel för danska Ribe-Esbjerg HH.

## Landslagskarriär
I oktober 2021 blev han uttagen att spela landskamper med ligalandslaget, men på grund av skador i A-landslaget blev han istället inkallad som ersättare där, och debuterade i november i landskamp mot Polen. Han mästerskapsdebuterade i EM 2022, där han var med och tog EM-guld. Han gjorde sina första landslagsmål under EM, i match mot Frankrike. Han blev uttagen att delta i VM 2023 på hemmaplan, men fick innan mästerskapets start lämna återbud på grund av knäproblem.

## Meriter i klubblag
- Tysk mästare 2023 med THW Kiel
- Tysk Supercupmästare 2022 och 2023 med THW Kiel
- i EHF Champions League 2024 med THW Kiel